# Eritema tóxico
El eritema tóxico es una afección cutánea muy común que se observa en los recién nacidos. Es una enfermedad cutánea inflamatoria benigna, autolimitada, asintomática descrita por primera vez en 1473 por el médico pediatra alemán Bartholomäus Metlinger. Carl Leiner acuñó este nombre en 1912, porque pensó que era causado por una toxina alimentaria. Ha recibido nomenclaturas muy diversas tales como "acné del recién nacido", exantema tóxico alérgico, urticaria neonatal, dermatitis por picadura de pulga» etc. Es la erupción más frecuente en el neonato.

## Causas, incidencia y factores de riesgo
El eritema tóxico, suele aparecer en 50% o más de todos los recién nacidos del 1 al 3 día de vida, se observa en la piel la presencia de pequeñas vesiculopústulas sobre base eritematosa las cuales en su mayoría respetan palmas y plantas, y en su interior infiltrado eosinofilico debido a la exposición de diversos agentes en contacto por primera vez con la "piel nueva" del recién nacido. Tiende a desaparecer de manera espontánea y sin tratamiento en 7 días posteriores a su inicio. Su principal diagnóstico diferencial es con la melanosis pustulosa la cual es una erupción con características casi idénticas pero de comienzo en las primeras 24 horas de vida, infiltrado rico en polimorfonucleares y con tendencia a desaparecer en semanas en lugar de en días. Ambas igual de benignas. 
Aunque la afección no es peligrosa, puede ser de gran preocupación para quienes son padres por primera vez.

## Síntomas
El principal síntoma es una erupción de pápulas pequeñas y de color amarillo a blanco, circundada por piel enrojecida. Puede haber unas pocas o varias pápulas, las cuales generalmente aparecen en la cara y en la parte media del cuerpo, pero también se pueden observar en la parte superior de los brazos y en los muslos. La erupción aparece temporalmente durante horas o días y luego desaparece. Las lesiones aparecen en la mayoría de los casos entre el primer y el tercer día de vida, aunque pueden hacerlo más tardíamente incluso a las tres semanas de edad. La lesión cutánea básica es una pequeña pápula de 1 a 3 mm de diámetro que evoluciona a una pústula con un prominente halo eritematoso. Las lesiones se presentan en número variable y pueden unirse en placas de varios centímetros. Este exantema se localiza en cualquier parte del cuerpo aunque el lugar más frecuente es el tronco, respetando casi siempre palmas y plantas de manos y pies.

## Diagnóstico diferencial
El diagnóstico diferencial incluye otros procesos benignos y autolimitados como son la melanosis pustulosa neonatal transitoria, la miliaria, la acropustulosis del lactante y la foliculitis pustulosa eosinofílica; lesiones infecciosas como la foliculitis bacteriana, impétigo bulloso, candidiasis, herpes y sarna. Hay lesiones de enfermedades más graves, la urticaria pigmentosa y la incontinencia pigmentaria, que pueden confundirse con el eritema tóxico. En los casos atípicos puede ser útil la biopsia de piel que demuestra vesículas intraepidérmicas llenas de eosinófilos.

## Tratamiento
No requiere ningún tratamiento. Es asintomático y desaparece de forma espontánea en una semana.